# Vall dels nobles

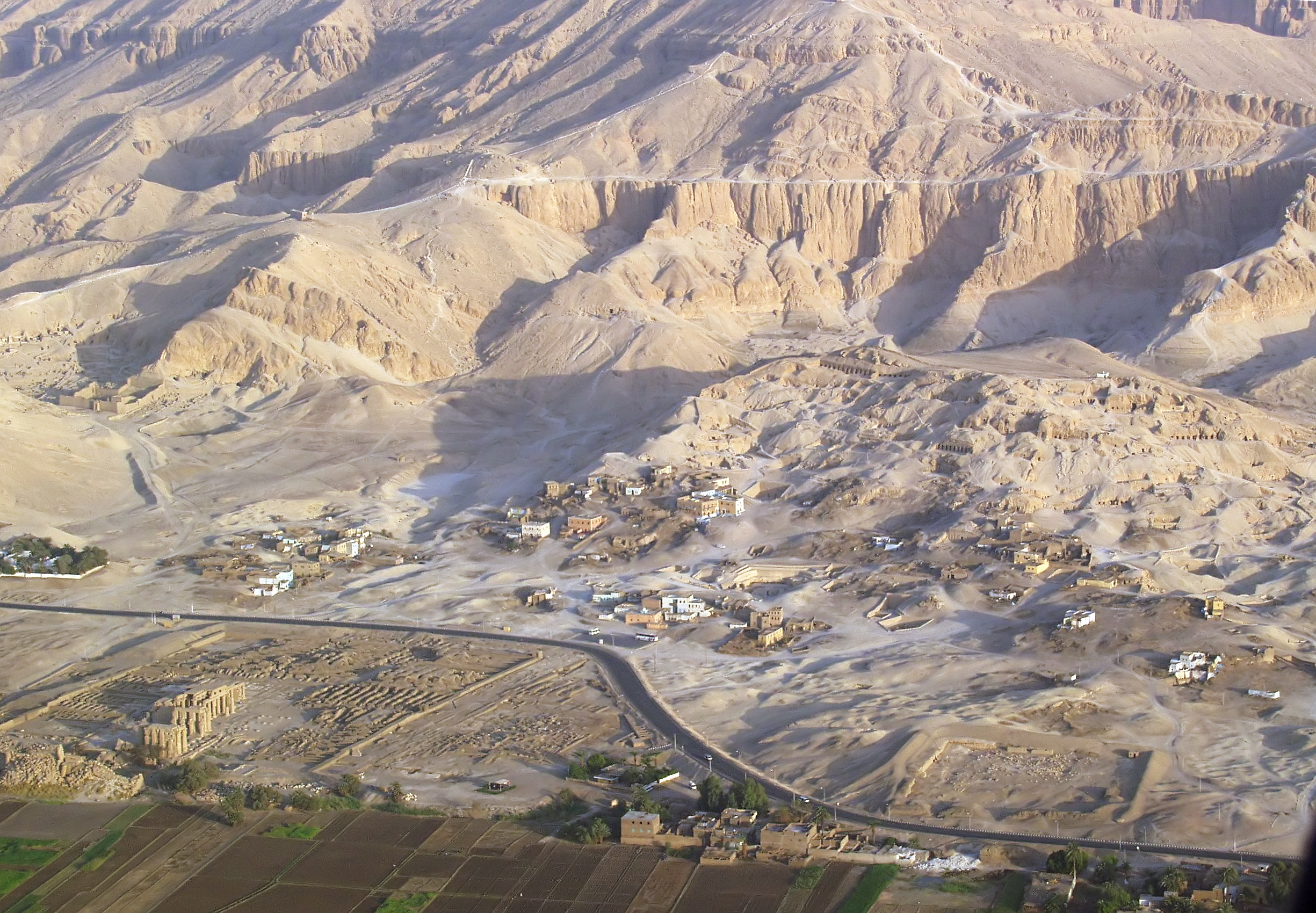
Vall dels Nobles. Vista aèria de la zona de Sheikh Abd al-Gurnah, el Ramesseum és a la part inferior esquerra de la imatge.

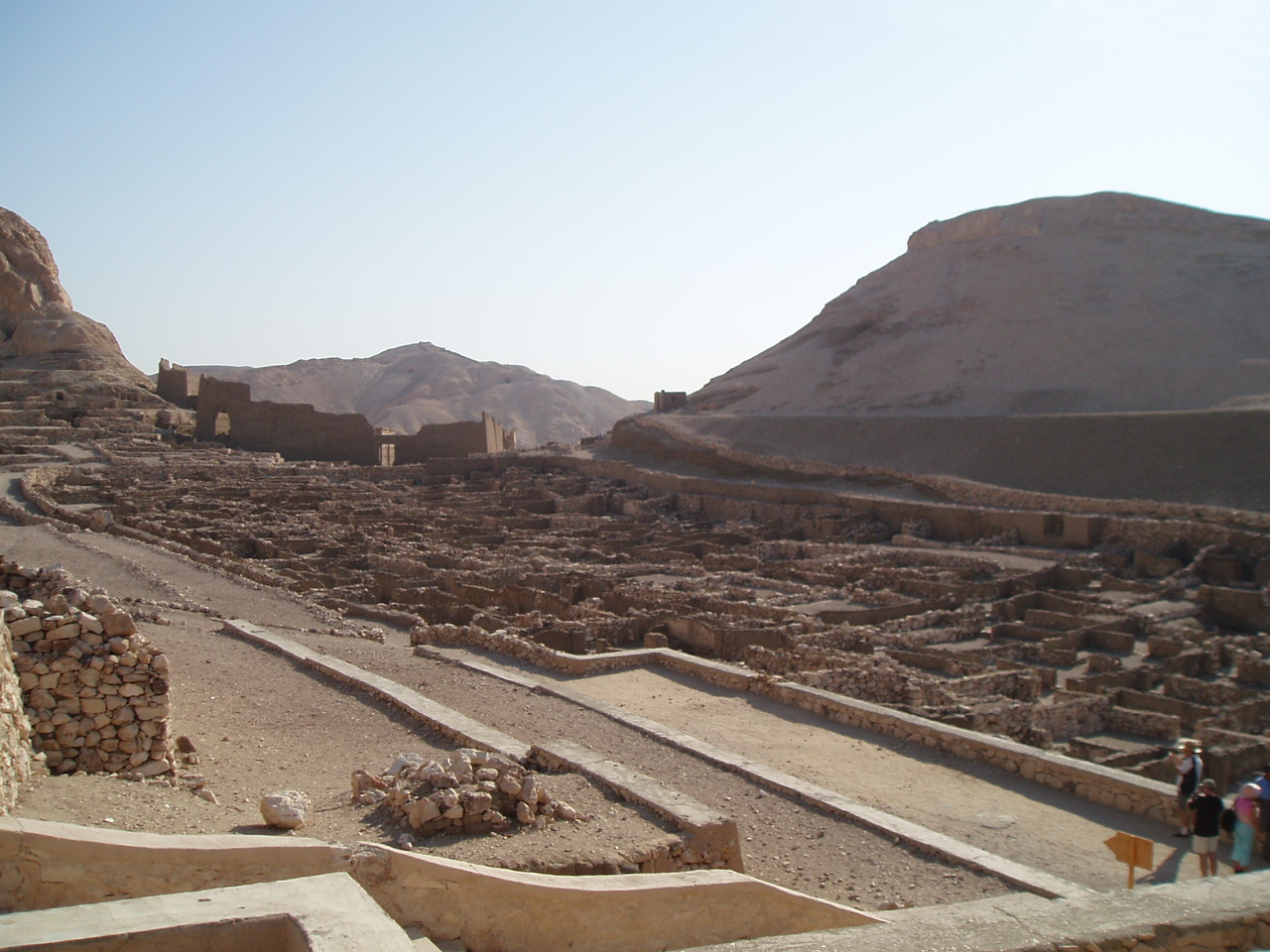
Poble de Deir al-Madinah amb la necròpolis dels artesans, situat al costat de la Vall dels Nobles

La Vall dels nobles és el nom turístic, contraposat a la Vall dels Reis o Vall de les Reines, situat a l'oest de Luxor, a la Necròpolis Tebana, prop del Temple de Hatshepsut a Deir el-Bahari i d'altres temples destacats com el Ramesseum, que compren sis necròpolis de nobles, membres de la familia reial, alts funcionaris i sacerdots de diverses èpoques de l'antic Egipte, però sobretot de l'època de l'Imperi Nou:
- Gurnat Murrayi, nobles de l'Imperi Nou
- Sheikh Abd al-Gurnah, nobles de la dinastia XVIII, entre les que cal esmentar les de Nakht, Menna, Sennefer, Ramose, i Rekhmire.
- Al-Khokha, cinc tombes de l'Imperi Antic i d'altres de nobles de les dinasties XVIII i XIX.
- Al-Assassif, tombes de l'Imperi Nou i del Tercer Període Intermedi.
- Dra Abu al-Naga, faraons de la dinastia XVII i alts funcionaris de les dinasties XVIII i XIX.
- Al-Tarif (necròpolis dels Antef), faraons de la dinastia XI, de finals del Segon Període Intermedi i principis de l'Imperi Mitjà.

A vegades s'hi inclou la necròpolis del poble de Deir al-Madinah, també anomenada Vall dels Artesans, dins d'aquest conjunt de tombes repartides en diverses valls. De fet, la nomenclatura oficial actual de les tombes de la Vall dels Nobles s'identifica amb les sigles "TT" (de l'anglès Theban Tomb, Tomba Tebana) i el número de la tomba, nomenclatura que també inclou les tombes dels artesans de Deir al-Madinah. Aquestes tombes, tot i pertànyer a personatges d'inferior categoria social tenen unes mides i una riquesa artística similar a les de molts nobles. Les tombes dels nobles situades al voltant del complex de temples de Deir el-Bahari s'anomenaven abans amb la nomenclatura "DB" (sigles de Deir el-Bahari) i el número de la tomba, però avui dia també se'ls aplica la nomenclatura "TT".
Les tombes dels nobles, especialment les de Deir el-Medina, han ajudat molt a conèixer la vida quotidiana a l'Antic Egipte, ja que contenen imatges i textos sobre diverses professions i oficis, així com escenes del dia a dia dels seus ocupants.
Moltes tombes s'han identificat gràcies als cons funeraris que habitualment es deixaven a les capelles de les tombes dels nobles. Aquests cons contenien el nom i la professió o càrrec del difunt i, a vegades, algunes oracions. Dels 400 jocs de cons registrats, només uns 80 provenen de tombes catalogades.